# Рей Джакендоф
Рей Джакендоф (на английски: Ray Jackendoff) е американски езиковед.
Той е професор по философия, ръководител на катедрата по хуманитаристика „Сет Мерин“, съпредседател (с Даниел Денет) на Центъра за когнитивни науки в Университета „Тъфтс“ (Tufts University), Масачузетс.
Джакендоф се занимава с научни изследвания на семантиката на естествените езици, тяхното отношение на формална структура на когнитивност и лексикално и синтактично изразяване – теорията на Джакендоф за изразяване при семантичните форми.